# Седам српских чуда
Седам српских чуда су седам историјских и културних споменика Србије, као и седам природних места, одабраних у акцији Политикиног додатка „Магазин“ и Туристичке организације Србије.
На иницијативу Бернарда Вебера, организовано је такмичење по узору на седам светских чуда старог света, у којем је бирано седам светских чуда новог света, а затим и седам светских чуда природе (у којем кандидат била и Ђавоља варош из Србије, као и Дунав). Еквивалентно тим такмичењима, „Политикин магазин“ је 2007. године направио анкету у којем је бирано седам српских чуда градитељства и седам српских чуда природе.

## Седам српских чуда градитељства
| Чудо                    | Време изградње   | Градитељи                        | Фотографија |
| ----------------------- | ---------------- | -------------------------------- | ----------- |
| Београдска тврђава      | 535.             | Јустинијан I                     |             |
| Шарганска осмица        | 15. јануар 1925. | Аустроугарска и Железнице Србије |             |
| Манастир Студеница      | 1196.            | Стефан Немања                    |             |
| Гамзиград - Ромулијана  | 298. н. е.       | Галерије                         |             |
| Манастир Високи Дечани  | 1327.            | Стефан Урош III Дечански         |             |
| Храм Светог Саве        | 1989.            | Александар Дероко Бранко Пешић   |             |
| Градска кућа у Суботици | 1910.            | Марцел Комор Деже Јакаб          |             |

## Седам српских чуда природе
| Чудо                 | Опис | Фотографија |
| -------------------- | --- | ----------- |
| Дрина са врелом      | Река која припада црноморском сливу, настаје спајањем река Таре и Пиве и највећа је притока Саве. Данас представља границу између Србије и БиХ. |             |
| Кањон Увца           | Кањонска долина реке у југозападној Србији на којем се налази Специјални резерват природе Увац.                                                 |             |
| Ђавоља варош         | Један од најнеобичнијих природних феномена ерозивних порекла. Била је кандидована за седам светских чуда природе.                               |             |
| Национални парк Тара | Један од пет националних паркова србије Србије смештен на површину од 22.000 хектара на планини Тари.                                           |             |
| Ђердапска клисура    | Најдужа и највећа клисура у Европи. Чине је наизменично 4 котлине и 4 клисуре.                                                                  |             |
| Прерасти Вратне      | У клисури реке Вратне се налазе три природна камена моста. Највиши су и сматрају се најлепшим у Европи.                                         |             |
| Фрушка гора          | Острвска планина у Војводини. Граде је стене из различитих геолошких периода и на њој је смештен најстарији национални парк у Србији.           |             |